# Whetstone
Whetstone（うぇっとすとーん）は、コンピュータの性能を評価するベンチマークの一種である。1972年、イギリス国立物理学研究所で ALGOL 60で書かれたのが最初である。その後、FORTRAN で記述されてから一般的になった。KDF9コンピュータ上のプログラムの統計情報を元に開発され、Whetstone Algol 60 コンパイラの改良版を使っている。KDF9 用の典型的な科学技術プログラムのふるまいを再現するよう設計され、正確性を保つためにコンパイラが最適化できないよう設計された。
Whetstone ベンチマーク測定結果は kWIPS（kilo-Whetstone Instructions per seconds）で表される。現在では様々な言語に移植されており、最近のワークステーションでは 1,000,000 kWIPS（1ギガWIPS）以上の性能を示すことが多い。
Whetstone ベンチマークは浮動小数点演算性能を主に計測する。整数演算や文字列演算向けの同様のベンチマークとして Dhrystone がある。カタカナでは「ウェットストーン」と書かれるが、湿った石（wet stone）ではなく英国の地名に由来し（en:Whetstone, Leicestershire）綴りに「h」が入る。そのため、ドライストーンのドライはウェットに対してドライ（乾いた）という洒落で、それぞれの指標が浮動小数点演算重視か整数演算重視かという対比に掛けているのだが、綴りは「乾いた」のdryではなく、Dhrystoneとなっているのは、Whetstoneから「h入り」という綴りを引き継いだ造語である。同じネーミング法でRhealstoneというベンチマークもある。